# Châtel-Guyon
Châtel-Guyon è un comune francese di 6 414 abitanti situato nel dipartimento del Puy-de-Dôme nella regione dell'Alvernia-Rodano-Alpi.

## Società

### Evoluzione demografica
Abitanti censiti